# 四角い宇宙で待ってるよ
「四角い宇宙で待ってるよ」（しかくいうちゅうでまってるよ）は2009年7月22日にGloryHeavenから発売されたシングル。

## 解説
- 歌っているのは、作中でメインキャラクター5人の声を充てている植田佳奈、小清水亜美、釘宮理恵、白石涼子、伊藤静が担当している。
- 「四角い宇宙で待ってるよ」は、テレビアニメ『咲-Saki-』の後期エンディングテーマ。残酷な願いの中でと交互に流された
- 『咲-Saki-』が麻雀を題材とした作品であるため、この楽曲の歌詞にも『聴牌』や『ハコテン』などの麻雀用語が多く使われている。
- カップリングには同曲のリミックス2曲と熱烈歓迎わんだーらんどのリミックスが収録されている。
- ジャケットには宮永咲、原村和、片岡優希、染谷まこ、竹井久の水着イラストを使用。

## 収録曲
（全作詞：畑亜貴）
1. 四角い宇宙で待ってるよ [3:57] 
作曲・編曲：木下智哉
  - テレビ東京系テレビアニメ『咲-Saki-』後期エンディングテーマ
2. 四角い宇宙で待ってるよ Cosmic Remix [4:32] 
作曲：木下智哉、リミキサー：Tsukasa
3. 四角い宇宙で待ってるよ Fortune[☆]Cube Mix [4:46]
作曲：木下智哉、リミキサー：来兎
4. 熱烈歓迎わんだーらんど SAKIにあがるね Mix [4:26] 
作曲：福本公四郎、リミキサー：r-midwest

## カバー
四角い宇宙で待ってるよ
- 2012年6月20日発売のテレビアニメ『咲-Saki- 阿知賀編 episode of side-A』のBlu-ray 第1巻初回限定の特典CDに高鴨穏乃（悠木碧）、新子憧（東山奈央）、松実玄（花澤香菜）、松実宥（MAKO）、鷺森灼（内山夕実）の5人によるカバー版が収録された。2013年3月27日発売のアルバム『咲-Saki- 阿知賀編 episode of side-A キャラソンベストアルバム THE 夢のヒットスクエア 阿知賀編』では、新規録音版として「阿知賀女子りぷろだくとver.」が収録された。